# Osman Kraja
Osman Kraja (ur. 1930 w Zonguldaku, zm. 15 czerwca 2022 w Tiranie) – albański matematyk i dyplomata, rektor Uniwersytetu Tirańskiego, ambasador Albanii w Polsce (1997–2002).

## Życiorys
Syn Ibrahima. Po zakończeniu II wojny światowej wraz z rodziną przeniósł się do Szkodry, a następnie do Tirany. Po ukończeniu gimnazjum w Tiranie w 1949 rozpoczął studia matematyczne na Uniwersytecie Warszawskim, w grupie pierwszych Albańczyków, którzy podjęli studia w Polsce. Naukę kontynuował na studiach podyplomowych na Uniwersytecie Łomonosowa w Moskwie, a po zerwaniu stosunków albańsko-radzieckich kształcił się w Pekinie. Po powrocie do kraju pracował jako nauczyciel gimnazjum, a następnie jako wykładowca Instytutu Pedagogicznego w Tiranie. W 1966 obronił w Instytucie Matematyki Chińskiej Akademii Nauk pracę doktorską z zakresu analizy matematycznej (promotor prof. Ding Hsiao Shi).
W 1957 po utworzeniu Uniwersytetu Tirańskiego Kraja współtworzył na tej uczelni Katedrę Matematyki Ogólnej, którą kierował do 1986. W latach 1964–1970 był prodziekanem Wydziału Nauk Przyrodniczych UT, w latach 1974-1980 dziekanem wydziału, zaś w latach 1981-1988 pełnił funkcję rektora Uniwersytetu Tirańskiego. W 1992 przeszedł na emeryturę.
W 1997 objął stanowisko ambasadora Albanii w Warszawie, z akredytacją na Litwie, Łotwie, Estonii i w Ukrainie. Misję dyplomatyczną zakończył w roku 2002. Po powrocie do kraju pracował jako doradca w ministerstwie spraw zagranicznych, był także przedstawicielem Albanii w Organizacji Współpracy Gospodarczej Państw Morza Czarnego.
Był autorem podręczników uniwersyteckich z zakresu analizy matematycznej. Odznaczony Orderem Naima Frashëriego I klasy i Orderem Czerwonego Sztandaru Pracy. W 2002 został uhonorowany Krzyżem Komandorskim Orderu Zasługi Rzeczpospolitej Polskiej.

## Publikacje
- 1980: Analiza matematike : (tekst për degën e matematikës)
- 1982: Analiza matematike